# عتبة المنزل
العتبة هي سلم صغير ينتهي بمنصة ويكون موجود في مبنى سكني أو أي مبنى آخر.

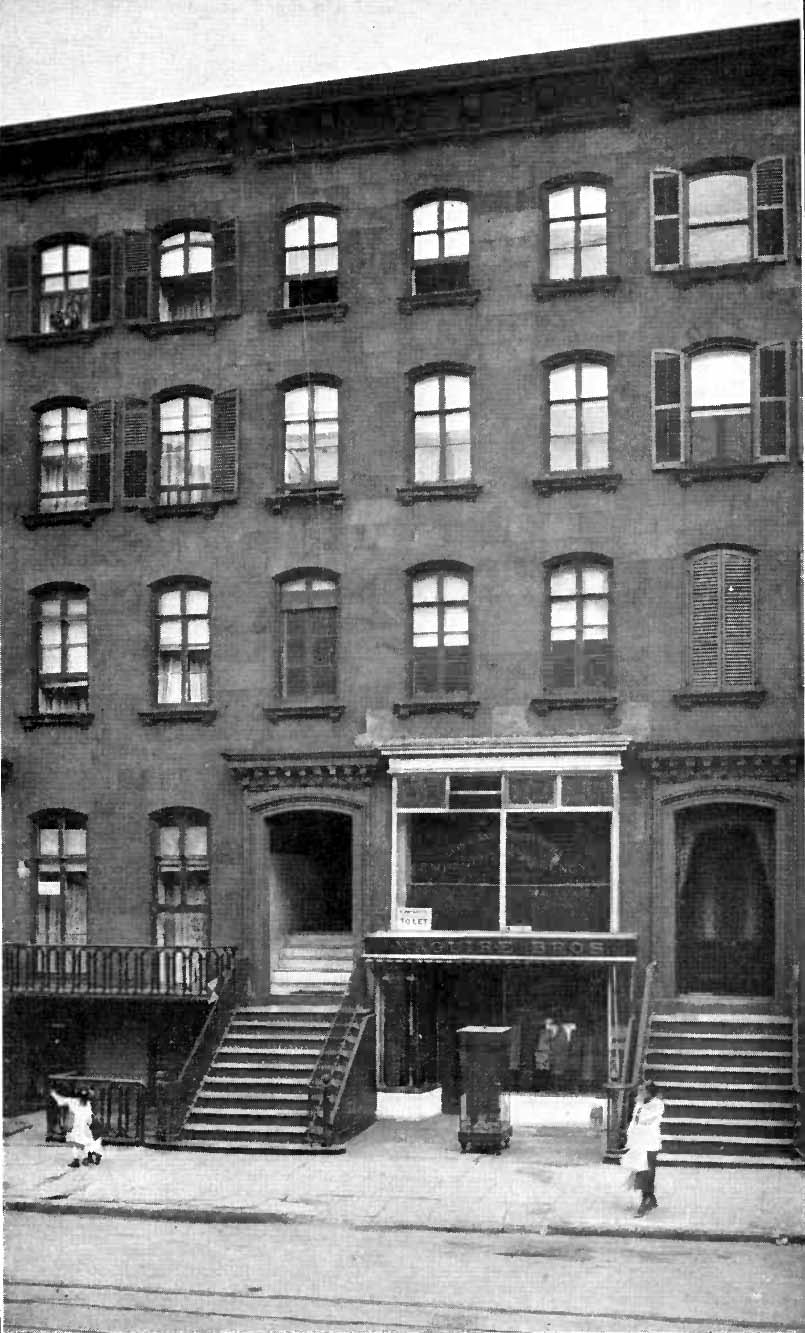
منزلين لهم عتبة

كانت العتبة تؤدي دورًا مهمًا كمكان للقاءات الاجتماعية القصيرة والعفوية. كانت ربات المنازل، والأطفال، وأفراد الأسرة الآخرون يجلسون على العتبة خارج منازلهم للاسترخاء وتحية الجيران المارين. وبالمثل، قد يتوقف أحد الماره ويتحدث مع الجيران الجالسين على سطوح منازلهم.
داخل المجتمع الحضري، ساعدت المحادثات في العتبة على نشر الأخبار والشائعات وتوطيد العلاقات غير الرسمية. كما كان الأطفال يتجمعون على العتبة للعب ألعاب الشارع .
في كتابها المؤثر “موت وحياة المدن الأمريكية الكبرى”، أدرجت جاين جاكوبس العتبة ضمن نموذجها للشارع الحضري الذي ينظم نفسه بنفسه. فمن خلال وجود بشري دائم يراقب الشارع، تعمل العتبات كمؤسسة مجتمعية تمنع الجريمة دون الحاجة إلى تدخل رسمي. إضافة إلى ذلك، فإنها تحفّز على صيانة الشارع وتحسين مظهره، من خلال منح الشارع قيمة اجتماعية إلى جانب قيمته العملية.